# IC 4234
IC 4234 је спирална галаксија у сазвјежђу Береникина коса која се налази на листи објеката дубоког неба у Индекс каталогу.
Деклинација објекта је + 27° 7' 0" а ректасцензија 13h 23m 0,0s. Привидна величина (магнитуда) објекта IC 4234 износи 14,1 а фотографска магнитуда 14,9. IC 4234 је још познат и под ознакама MCG 5-32-11, CGCG 161-38, PGC 46761.